# Letizia Battaglia
Letizia Battaglia (Palermo, 5 marzo 1935 – Palermo, 13 aprile 2022) è stata una fotografa, fotoreporter e politica italiana.

## Biografia

### Carriera
Inizia a fotografare nel 1969, a 34 anni, collaborando con il giornale palermitano L'Ora e si trova ad essere l’unica donna tra colleghi uomini. Nel 1970 si trasferisce a Milano dove, come fotografa, collabora con varie testate. Nel 1974 ritorna a Palermo e crea con Franco Zecchin l'agenzia Informazione fotografica, frequentata da Josef Koudelka e Ferdinando Scianna. Nel 1974 si trova a documentare l'inizio degli anni di piombo della sua città, scattando foto dei delitti di mafia per informare l'opinione pubblica e scuotere le coscienze. Comprende di trovarsi nel mezzo di una guerra civile. Il suo archivio racconta l’egemonia del clan dei Corleonesi. Sono suoi gli scatti all'hotel Zagarella che ritraggono gli esattori mafiosi Salvo insieme a Giulio Andreotti e che furono acquisiti agli atti per il processo. Il 6 gennaio 1980 è la prima fotoreporter a giungere sul luogo dell'omicidio di Piersanti Mattarella. Nello stesso anno, un suo scatto della "bambina con il pallone" nel quartiere palermitano della Cala fa il giro del mondo.

Sergio Mattarella, futuro Presidente della Repubblica, mentre sorregge il cadavere del fratello Piersanti, appena assassinato (fotografia di Letizia Battaglia).

Diviene una fotografa di fama internazionale, ma non è solo "la fotografa della mafia". Le sue foto, spesso in un vivido e nitido bianco e nero, si prefiggono di raccontare soprattutto Palermo nella sua miseria e nel suo splendore, i suoi morti di mafia ma anche le sue tradizioni, gli sguardi dei bambini e delle donne (lei predilige i soggetti femminili), i quartieri, le strade, le feste e i lutti, la vita quotidiana e i volti del potere di una città dalle mille contraddizioni. Durante la mostra della fotografa nella piazza di Palermo, dove mette in mostra i suoi scatti sui padroni della Sicilia, nessuno osa avvicinarsi.
Negli anni '80 crea il "laboratorio d'If", dove si formano fotografi e fotoreporter palermitani. Tra essi: sua figlia Shobha, Mike Palazzotto e Salvo Fundarotto.

L'omicidio del giudice Cesare Terranova, una delle fotografie di Letizia Battaglia divenute simboliche della lotta antimafia.

È stata la prima donna europea a ricevere nel 1985, ex aequo con l'americana Donna Ferrato, il Premio Eugene Smith, a New York, riconoscimento internazionale istituito per ricordare il fotografo di Life. Un altro premio, il Mother Johnson Achievement for Life, le è stato tributato nel 1999.
Ha esposto in Italia, nei Paesi dell'Est Europa, Francia (Centre Pompidou, Parigi), Gran Bretagna, America, Brasile, Svizzera, Canada. Il suo impegno sociale e la sua passione per gli ideali di libertà e giustizia sono descritti nella monografia delle edizioni Motta Passione, giustizia e libertà (lo stesso titolo di una sua mostra).
Dopo l’assassinio del giudice Falcone, il 23 maggio 1992, Letizia Battaglia si allontana dal mondo della fotografia, ormai stanca di avere a che fare con la violenza.
Dal 2000 al 2003 dirige la rivista bimestrale realizzata da donne Mezzocielo, nata da una sua idea nel 1991.
Battaglia si trasferisce nel 2003 a Parigi, delusa per il cambiamento del clima sociale e per il senso di emarginazione da cui si sentiva circondata, ma dopo 2 anni ritorna a Palermo. È solo nel 2011 che torna a esporre le sue opere in città, grazie a un'iniziativa del Palermo Pride.
Nel 2008 appare in un cameo nel film di Wim Wenders Palermo Shooting.
Nel 2017 inaugura all'interno dei Cantieri Culturali della Zisa il Centro Internazionale di Fotografia di Palermo da lei diretto, metà museo, metà scuola di fotografia e galleria.
Nel 2019 inaugura a Venezia presso la Casa dei Tre Oci una grande mostra monografica retrospettiva di tutta la sua carriera.
Le sue ultime grandi mostre, concluse nel 2022, sono state a Forlì e a Roma.
Malata di tumore da tempo, è deceduta nella tarda serata del 13 aprile 2022, all'età di 87 anni.

### Impegno politico
Nel 1979 è tra i fondatori del Centro di Documentazione "Giuseppe Impastato". Si è occupata anche di politica a cavallo tra la fine degli anni '80 e i primi anni '90. È stata consigliera comunale con i Verdi, assessore comunale a Palermo con la giunta Orlando. Terminato l’incarico, lavora come consulente esterna per il carcere. Nel 1991 è eletta deputata all'Assemblea regionale siciliana con La Rete, nell'XI Legislatura. In questa legislatura è la vice presidente della Commissione Cultura. Nel 2012 si candida con una lista congiunta Verdi-Partito della Rifondazione Comunista alle comunali, ma non viene eletta.

### Vita privata
Ha avuto tre figlie dal primo matrimonio: Cinzia, Shobha Angela e Patrizia Stagnitta.

## Premi e riconoscimenti

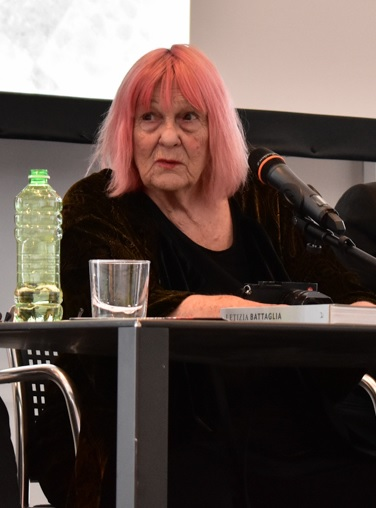
Letizia Battaglia nel 2019 alla Triennale di Milano.

Letizia Battaglia è stata la prima donna europea a ricevere nel 1985, ex aequo con l'americana Donna Ferrato, il Premio Eugene Smith, a New York, riconoscimento internazionale istituito per ricordare il fotografo di Life.
Un altro premio, il Mother Johnson Achievement for Life, le è stato tributato nel 1999.

## Nei media
Nel 2005 ha partecipato al film-documentario In un altro paese, diretto dal regista Marco Turco, in cui ha raccontato la sua esperienza come fotografa nella Palermo insanguinata dagli omicidi di mafia. L'anno seguente, in occasione del Festival Sguardi altrove, Milano, è stato proiettato il film-documentario per la Tv svizzera di Daniela Zanzotto Battaglia - una donna contro la mafia, a lei dedicato. Nel 2014 è stato proiettato su Sky Arte HD il documentario Letizia Battaglia - Amoreamaro per la regia di Francesco Raganato. Compare nel documentario di Franco Maresco La mafia non è più quella di una volta, presentato alla 76ª Mostra internazionale d'arte cinematografica di Venezia. Nel 2019 il regista inglese Kim Longinotto realizza il documentario Shooting the mafia, che racconta la vita e la carriera della fotografa. Nel 2022, il 22 e 23 maggio, la RAI trasmette una miniserie televisiva in due puntate dal nome Solo per passione - Letizia Battaglia fotografa.

## Mostre
Ha esposto in Italia, nei Paesi dell'Est, Francia (Centre Pompidou, Parigi), Gran Bretagna, America, Brasile, Svizzera, Canada. L'elenco comprende:
- Palermo amore amaro, 1986, Palermo.
- Fotografie dalla Sicilia, 2002, Cantieri Culturali della Zisa, Palermo.
- Sorelle, 2003.
- Passione, giustizia e libertà  Metis-nl Amsterdam, Paesi Bassi.
- Omaggio a Letizia Metis-nl, Amsterdam, Paesi Bassi.
- Expo Fotografe Italiane, Hasselblad Center, Germania.
- Passione, giustizia e libertà, 2006, Torino.
- Siciliana, Galleria Belvedere, Milano, 2006.
- Dovere di cronaca, con Franco Zecchin, Festival Internazionale di Roma.
- Letizia Battaglia 1974 - 2011, palazzo Chiaramonte, Palermo pride 2011[11][14]
- Attraverso le tenebre: Goya, Battaglia, Samorì, 2010, Raccolta Lercaro, Bologna.
- Letizia Battaglia 1974 - 2015, Palazzo della Ragione, 2015, Bergamo.
- Non c'è bellezza senza giustizia, Nuova Galleria Civica, 31 maggio-12 luglio 2015, Montecchio Maggiore.
- Anthologia. Palermo, Cantieri culturali alla Zisa, 5 marzo-8 maggio 2016[15]
- Per pura passione, MAXXI, 2016-2017, Roma.
- Livorno, 2019, LETIZIA BATTAGLIA – Fotografie (20 gennaio - 15 marzo 2019), mostra promossa dalla Fondazione Carlo Laviosa in collaborazione col Comune di Livorno.
- Lodi, 2019, Festival della Fotografia Etica.
- Venezia, 2019, Fotografia come scelta di vita (20 marzo - 18 agosto 2019), Casa dei Tre Oci.
- Ancona, 2021, Storie di strada, (25 luglio 2020 - 30 maggio 2021), Lazzaretto.
- Fermo, 2020, La strada, la lotta, l'amore (14 agosto - 4 ottobre), Terminal Mario Dondero con Uliano Lucas e Tano D'Amico
- Roma, 2022, Vintage prints (11 febbraio - 9 aprile), Galleria del Cembalo.
- Parigi, 2023,Chronique, Vie, Amour (14 aprile -15 settembre), Istituto Italiano di Cultura de Paris.
- Salerno, 2024, Una vita. Come un cazzotto, come una carezza (9 marzo - 19 maggio), Palazzo Fruscione.
- Cagliari, 2025, Letizia Battaglia. Senza Fine (4 luglio - 26 ottobre), Palazzo di Città di Cagliari.

## Pubblicazioni
- Letizia Battaglia, Letizia Battaglia. Fotografia come scelta di vita, a cura di F. Alfano Miglietti, Venezia, Marsilio, 2019,  p. 288, ISBN 978-88-317-4433-1.
- Letizia Battaglia, Just for Passion, a cura di P. Falcone, B. Pietromarchi, M. Guccione, Roma, Drago, 2016,  p. 140, ISBN 978-88-985652-07.
- Letizia Battaglia, Per Pura Passione, a cura di P. Falcone, B. Pietromarchi, M. Guccione, Roma, Drago, 2016,  p. 140, ISBN 978-88-985653-20.
- Letizia Battaglia, Letizia Battaglia. Anthologia (Versione Italiana), a cura di Paolo Falcone, Roma, Drago, 2016,  p. 360, ISBN 978-88-98565-19-1.
- Letizia Battaglia, Letizia Battaglia. Anthology, a cura di Paolo Falcone, Roma, Drago, 2016,  p. 360, ISBN 978-88-98565-18-4.
- Letizia Battaglia e Michela Battaglia, Storie di Mafia, Roma, Postcart, 2012.
- Letizia Battaglia e Franco Zecchin, Dovere di cronaca, Roma, Peliti Associati, 2006.
- Letizia Battaglia, Letizia Battaglia. Passione, giustizia, libertà: fotografie dalla Sicilia, Milano, Federico Motta, 1999, ISBN 88-7179-222-X.
- Letizia Battaglia, Palermo amore amaro, Palermo, Associazione Siciliana della Stampa, 1986.
- Letizia Battaglia, 8 marzo 1990 : festa della donna. Foto di Letizia Battaglia, Palermo, Grafiche Renna, 1990.
- Letizia Battaglia, Nella terra della mafia : Palazzo dei Diamanti, Galleria della fotografia, 20 aprile-18 maggio 1986, Ferrara, Litografia Tosi, 986.
- Letizia Battaglia, Dignità e libertà, fotografie di Letizia Battaglia, Banca Etica, 2012.
- Letizia Battaglia, Diario, Roma, Castelvecchi, 2014, ISBN 978-88-6826-756-8.
- Letizia Battaglia, Letizia Battaglia : passion justice freedom : photographs of Sicily, New York, Aperture, 1999, ISBN 0893818054.
- Letizia Battaglia e Goffredo Fofi : Volare alto volare basso; Conversazioni, ricordi e invettive, Contrasto, 2021 ISBN 978-88-6965-817-4
- Letizia Battaglia e Sabrina Pisu, Mi prendo il mondo ovunque sia. Una vita da fotografa tra impegno civile e bellezza, Torino, Einaudi, 2020.